# Witold Lassota
Witold Lassota, ps. Wiesław, Skoczek (ur. 3 sierpnia?/16 sierpnia 1916 w Czerkasach, zm. 6 stycznia 2004 w Ciechocinku) – polski dziennikarz i działacz polityczny, redaktor naczelny „Ilustrowanego Kuriera Polskiego” (1953–1986), poseł na Sejm PRL III, IV, V, VI i VII kadencji (1961–1980), wiceprzewodniczący Trybunału Stanu (1982–1989).

## Życiorys
Urodził się w Czerkasach w guberni kijowskiej w rodzinie Leona (zm. 1976) i Jadwigi z Tarnowskich. Rodzina utrzymywała kontakty z Gabrielą Zapolską i Jarosławem Iwaszkiewiczem. Po traktacie ryskim i wytyczeniu granicy polsko-radzieckiej przeprowadziła się do Kowla, gdzie Witold uczęszczał do szkoły powszechnej i zdał egzamin maturalny. Ukończył Państwową Szkołę Techniczną we Lwowie. W mieście tym zaczął swoją pierwszą przygodę z dziennikarstwem – nadesłał zdjęcia reporterskie do dziennika „Wiek Nowy”, które następnie opublikowano. Po ukończeniu szkoły w 1939 podjął pracę w Żabince w powiecie brzeskim jako inżynier budowy dróg i mostów. Został przyjęty na trzeci rok studiów na Politechnice Lwowskiej. W okresie okupacji radzieckiej przebywał w miejscowości Lasota pod Brześciem. Po zajęciu Polesia przez wojska niemieckie w 1941 walczył w oddziale partyzanckim Józefa Sobiesiaka Maksa. W 1942 wstąpił w szeregi Armii Krajowej (pod pseudonimami Skoczek i Wiesław, następnie posługiwał się również fikcyjnym nazwiskiem Marynowski). Był adiutantem komendanta 30 Dywizji Piechoty AK, a także kierownikiem dywersji – organizował sabotaż linii kolejowej Brześć – Kowel – Sarny. Chronił mieszkańców Wołynia przed partyzantką Ukraińskiej Armii Powstańczej. W 1944 przystąpił do radzieckiej partyzantki na Lubelszczyźnie. W tym samym roku został aresztowany w Siedlcach i zesłany do łagru Nagornaja koło Permu, z którego powrócił do Polski w 1946.
Osiadł w Toruniu (rodzina zamieszkała uprzednio w Pędzewie), gdzie kierował Urzędem Kontroli Prasy (1946–1952), a także współpracował z „Głosem Demokratyczny” oraz „Głosem Pomorza”. W 1946 wstąpił do Stronnictwa Demokratycznego. W 1952 ukończył studia na Wydziale Prawa Uniwersytetu Mikołaja Kopernika w Toruniu. W styczniu 1953 objął funkcję redaktora naczelnego przejętego uprzednio od Stronnictwa Pracy „Ilustrowanego Kuriera Polskiego”. W wyniku wyborów w 1961 po raz pierwszy wszedł w skład Sejmu PRL z okręgu Bydgoszcz. Reelekcję uzyskiwał w latach 1965, 1969, 1972 i 1976 w tym samym okręgu. W Sejmie PRL stał na czele Komisji Kultury i Sztuki, zasiadał również w Komisji Sprawiedliwości. W latach 1954–1981 był członkiem Centralnego Komitetu SD, od 1980 zasiadając w jego prezydium. Od 1959 do 1961 był zastępcą przewodniczącego w latach 1961–1981 przewodniczącym Wojewódzkiego Komitetu SD w Bydgoszczy. Sprawował funkcję wiceprzewodniczącego Wojewódzkiego Komitetu Frontu Jedności Narodu. Działał na rzecz regionu – w 1984 stanął na czele Społecznej Rady do Spraw Powołania Akademii Medycznej w Bydgoszczy.
Po odejściu z Sejmu pełnił funkcję zastępcy przewodniczącego Trybunału Stanu dwóch kadencji (1982–1989) oraz wiceprzewodniczącego Wojewódzkiej Rady Narodowej (łącznie pozostawał na tym stanowisku przez ponad dwie dekady). Był członkiem Rady Konsultacyjnej przy Przewodniczącym Rady Państwa (1986–1989). Ze stanowiska redaktora naczelnego IKP odszedł w 1986 – był wówczas szefem redakcji dziennika z najdłuższym stażem w skali kraju.
Odznaczony m.in. Krzyżem Kawalerskim i Oficerskim Orderu Odrodzenia Polski, a także Orderem Sztandaru Pracy I klasy. Uhonorowany Srebrnym Krzyżem Zasługi z Mieczami (przez rząd emigracyjny; w 1990 odznaczenie zweryfikowano jako Krzyż Walecznych), Złotym Krzyżem Zasługi (1955), Medalem Zwycięstwa i Wolności 1945, Krzyżem Partyzanckim oraz Medalami 10- (1955), 30- i 40-lecia Polski Ludowej, Komisji Edukacji Narodowej, a także Złotą odznaką honorową TPPR (1968).
Żonaty, miał syna. Jego ciotką była Wanda Wermińska. Zmarł w 2004, został pochowany na cmentarzu parafialnym przy ul. Wołuszewskiej w Ciechocinku.